# Grigori Sokólnikov
Grigori Yákovlevich Sokólnikov (en ruso: Григо́рий Я́ковлевич Соко́льников; en ucraniano: Григорій Якович Сокольников) (Romní, Sumy, Ucrania, 3 de agostojul./ 15 de agosto de 1888greg.-Verjneuralsk, Cheliábinsk, 21 de mayo de 1939) fue un economista, periodista, político, abogado y diplomático soviético.

## Militancia marxista revolucionaria
Nació en 1888 en la provincia de Poltava, en cuyo ferrocarril trabajaba su padre, médico. La familia era judía y Sokólnikov sufrió cierta persecución en el gimnasio moscovita al que asistió.
Durante su época de estudiante ingresó en unos círculos marxistas y en 1905 se unió a los bolcheviques moscovitas, con diecisiete años. Se lo nombró jefe de los grupos de juventudes bolcheviques de la ciudad y participó en la fallida revuelta de diciembre de 1905, durante la revolución. Junto con Nikolái Bujarin, organizó una conferencia de juventudes moscovitas en 1906 y otra nacional en 1907. Fue apresado a finales de ese año y deportado de por vida por el gobierno zarista; estuvo preso hasta 1909. Se fugó de Siberia y se trasladó a Europa occidental. Pasó en el exilio de 1909 a 1917. Marchó a París y estudió en La Sorbona, donde se graduó en Economía y Derecho. Se doctoró en economía. Muy activo en los círculos marxistas del exilio ruso, en los últimos años antes del comienzo de la guerra mundial abogó por la reconciliación de las distintas corrientes del Partido Obrero Socialdemócrata de Rusia. Al estallar la I Guerra Mundial, se destacó en el ala izquierda de la Segunda Internacional que rechazó apoyar a cualquiera de los bandos —internacionalistas— y denunció la guerra como enfrentamiento entre imperialistas y publicó junto con Trotski y Mártov el periódico internacionalista Nashe Slovo (Nuestra Palabra).
Fue uno de los bolcheviques que regresó a Rusia con Lenin en abril de 1917, tras la Revolución de Febrero. Trabajó primero en el comité del partido de la región de Moscú y en el de la propia ciudad y en el VI Congreso del Partido Obrero Socialdemócrata de Rusia ingresó en el Comité Central. Se dedicó principalmente a la tarea de redactor de las publicaciones más importantes del partido, junto con Stalin y Vladímir Miliutin. Junto con Lev Kámenev, participó en las fallidas negociaciones Vikzhel para formar un Gobierno socialista de unidad tras la Revolución de Octubre. Fue elegido diputado de la efímera Asamblea Constituyente Rusa y dirigió a la agrupación bolchevique de la institución junto con Bujarin. En diciembre de 1917, ingresó en la presidencia colegiada (presidium) del Vesenja. Defendió con decisión la posición de Lenin de poner fin a la guerra con Alemania y fue el jefe de la delegación rusa que firmó el tratado de paz de Brest Litovsk, en marzo de 1918.

## Guerra civil

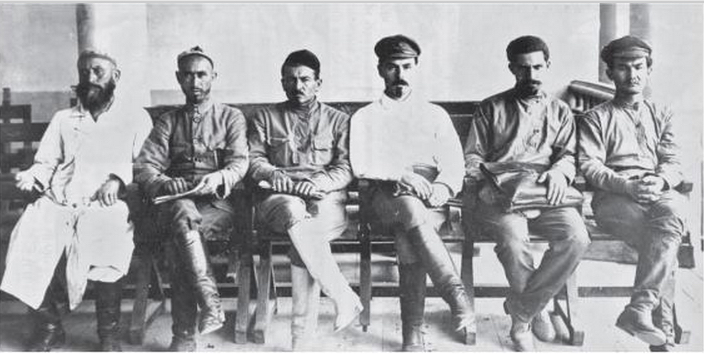
Sokólnikov, en el centro con camisa blanca, junto a otros miembros de la Comisión para el Turquestán, en el otoño de 1920.

Desempeñó un papel destacado en la guerra civil, con importantes cargos en diversos frentes. Fue al mismo tiempo integrante del Consejo Supremo de la Economía Nacional que organizó la nacionalización de la banca, que se realizó entre finales de 1917 y 1918. Desde mediados de 1918, fue miembro del consejo militar revolucionario de los ejércitos segundo, octavo, noveno y decimotercero. Trotski alabó su labor de comisario político en el VII Congreso del partido que se celebró en 1919. En agosto de 1920, fue designado comandante del frente de Turquestán y de la misión soviética en la región. Contribuyó notablemente a la derrota de los basmachís y en la conquista comunista del Asia central.
En 1921, al igual que Bujarin, respaldó a Trotski en los debates sobre el papel de los sindicatos en la recuperación económica que se iba a acometer una vez terminada la guerra civil. Contrario a la posición de la Oposición Obrera, abogaba porque el partido controlase los sindicatos. Ese mismo año, enfermó, y pasó varios meses sin realizar tareas oficiales, hasta final de año, cuando Lenin le encargó la gestión de la Comisaría de Finanzas.

## Dirección de la economía soviética: comisario de Finanzas

### Director de la economía nacional
Terminada la guerra civil y con la Nueva Política Económica (NPE) en marcha, su talento se desplazó de lleno a la construcción de las bases económicas soviéticas. Sokólnikov fue un defensor acérrimo de la NPE que creía en un largo periodo de transición económica en el que el Estado controlaría las claves de la economía sin eliminar por completo el comercio y los intereses privados. En su opinión, la expansión del sector público debía realizarse lentamente para garantizar una mayor eficiencia económica.
Fue comisario de Finanzas desde comienzos de 1922 a 1926. Por sugerencia de Lenin, ingresó en la dirección de la comisaría a finales de noviembre de 1921 y asumió oficialmente el cargo de comisario en diciembre de 1922, tras el cese de Nikolái Krestinski, pero dominó el ministerio desde el comienzo. En enero de 1922, se lo nombró vicecomisario; para entonces Krestinski servía ya de representante soviético en Alemania.
Para sustituir al ausente Krestinski, el politburó propuso que se formase un triunvirato compuesto por Yevgeni Preobrazhenski (que se convirtió en su oponente ya que postulaba ideas totalmente contrarias), el economista graduado en Estados Unidos Aleksandr Krasnoschiókov, quien luego pasó a ser jefe del Banco Industrial (Prombank), y Sokólnikov. Pese al recelo de Preobrazhenski y Sokólnikov, que rechazaron la solución, el politburó la impuso. Terminó ejerciendo de forma única el cargo cuando la visión de Preobrazhenski fue descartada y se aprobaron sus propuestas: la nueva política financiera estableció un sistema monetario firme, la estructuración de un presupuesto sano con impuestos monetarios progresivos y el fortalecimiento de las actividades bancarias y de crédito del Estado.
Sokólnikov defendió el modelo de comunismo de guerra como necesario para ganar la guerra, pero lo tildó de inadecuado para el periodo de posguerra. Abogó por la adopción de la NPE, que representaba una variante de capitalismo estatal: trataba de emplear los métodos capitalistas para impulsar la revolución. Como otros partidarios de la NPE, creía que el aspecto crucial de la economía soviética era la agricultura, base de la industria y fuente principal tanto del comercio exterior como de los ingresos del Estado. Según él, todo intento de desarrollo industrial dependía de la mejora de la situación de la agricultura y del aumento de su bajísima productividad y sería necesariamente lento.

### Comercio exterior

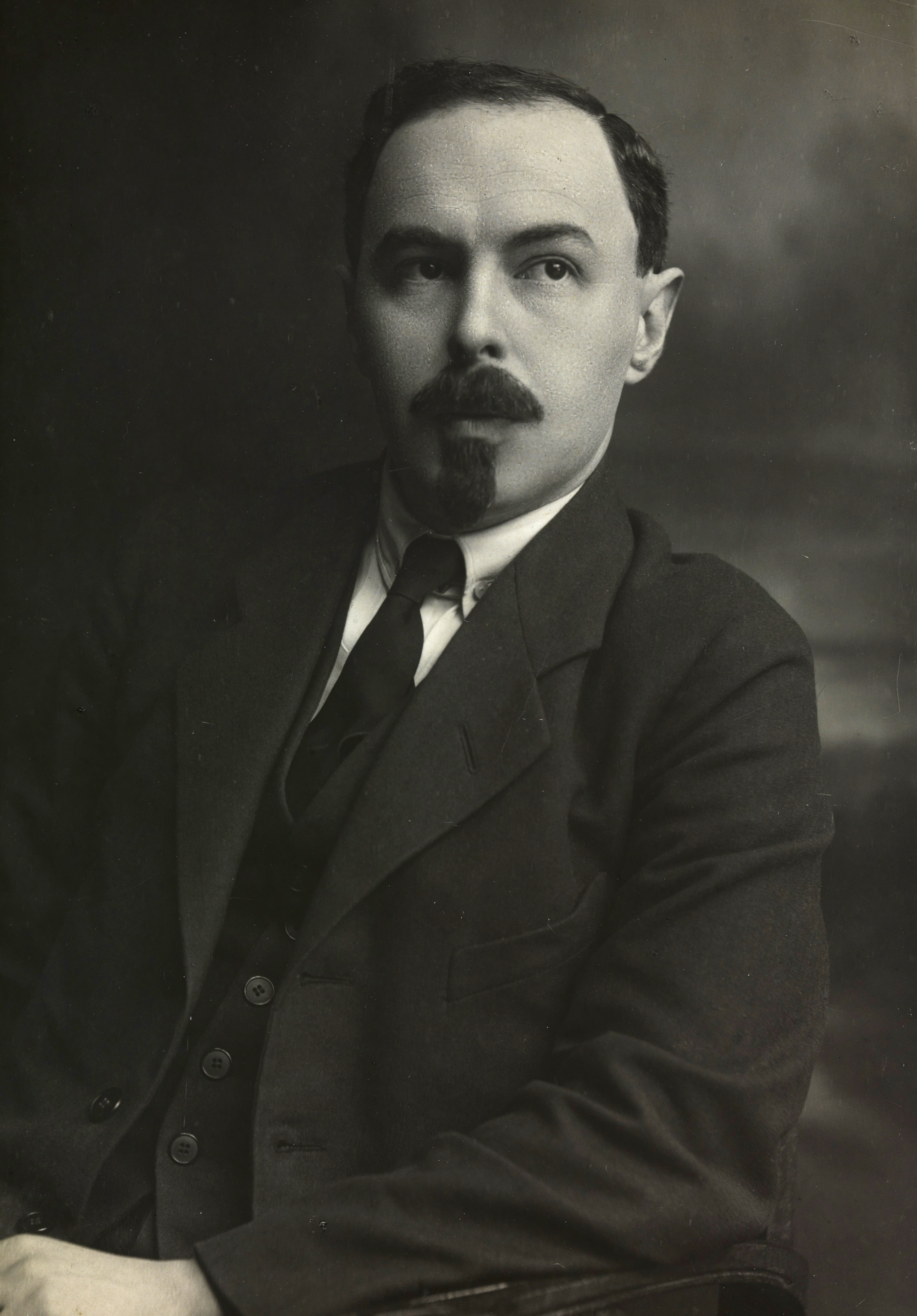
Sokólnikov, durante su periodo al frente de la Comisaría soviética de Finanzas.

Desde finales de 1921, destacó como el principal paladín de la corriente que en la dirección soviética abogaba por tratar de recuperar la economía mediante el empleo de inversiones, maquinaria y tecnología extranjeras. Repudió con firmeza la autarquía y propugnó el aumento del comercio exterior. Defendió con ardor y con el respaldo de la mayoría de los mandatarios soviéticos que la recuperación europea dependía de las materias primas soviéticas y que esto haría que la Rusia soviética pudiese obtener empréstitos e inversiones a cambio de ellas. Sus principales rivales fueron Trotski, escéptico acerca de la dependencia europea de Rusia y temeroso de las condiciones que los capitalistas europeos podrían exigir a cambio de establecer tratos con los soviéticos y Larin. El XI congreso del partido que se celebró en marzo de 1922 aprobó el análisis de Sokólnikov, que ingresó en el comité central.
La catastrófica cosecha de 1921, el convencimiento de que solo a cambio de productos industriales se podría lograr que el campesinado aumentase la producción agrícola y la seguridad de que la industria rusa no podría conseguirlo rápidamente le hizo abogar porque se aumentase la importación de productos industriales de consumo, mediante la creación de empresas mixtas con capital extranjero. Importó también grano para suplir las malas cosechas, tanto en 1921 como en años posteriores, pese a la oposición de Lenin. La exportación de grano a cambio de bienes de consumo debía impulsar también la producción agrícola. La Comisaría de Comercio Exterior, que presidía Leonid Krasin y no había conseguido reavivar el comercio exterior, perdió el monopolio de este. Los ingresos arancelarios del nuevo comercio debían servir además para aumentar las reservas de divisas para poder crear una moneda ligada al patrón oro, uno de los objetivos principales de Sokólnikov. Sokólnikov sostenía además que esta era necesaria para facilitar los intercambios comerciales con Europa. Aunque era partidario del control estatal del comercio exterior, rehusaba el monopolio exterior de este.
Para animar a los capitalistas europeos a invertir y a la vez reducir los gastos estatales rusos, propuso que se permitiese la cesión de las fábricas paradas que se sostenían con subsidios del Estado, aunque la propiedad de estas seguiría siendo estatal. Los intentos de obtener financiación occidental mediante el reconocimiento de las deudas contraídas durante el periodo zarista e incluso la devolución de algunas propiedades terminaron fracasando en la Conferencia de Génova, pese al interés inicial de los británicos, por el rechazo de franceses y belgas, opuestos a hacer concesiones. El Tratado de Rapallo con Alemania resultó insuficiente para satisfacer las esperanzas soviéticas, ya que esta carecía de los medios para cubrir las necesidades rusas.

### Estabilización monetaria
Desde antes de la guerra, el gobierno zarista venía aumentando las emisiones de dinero, que se incrementaron durante el conflicto mundial y luego durante la guerra civil, cuando el gobierno revolucionario acudió a la misma fórmula para sufragar las operaciones militares. En el informe que presentó en el X congreso del partido, alertó de que el Estado casi carecía de ingresos y costeaba sus gastos (el 98 %) mediante la emisión de moneda sin aval alguno. Sokólnikov consideró que la economía de paz no podía soportar la inflación extrema a la que se había llegado, la cual afectaba gravemente las condiciones de vida de los trabajadores. Relacionó las reformas con la necesidad de consolidar la revolución rusa, de modo que el proletariado europeo pudiera evitar otra guerra mundial o adelantar la revolución internacional. Sokólnikov recomendó cesar la impresión de dinero, reducir el presupuesto estatal, descentralizar la recaudación y la gestión de parte de los impuestos e imponer tributos a aquellos que se beneficiaban de la nueva política económica.
En el undécimo congreso del partido (marzo-abril de 1922) tuvo que debatir a fondo con Preobrazhenski, Strumilin, Krasin y Larin y afirmó que la «impresión del dinero es el opio del pueblo». El Congreso creó una comisión para preparar una resolución final basada en las tesis de Sokólnikov. La nueva divisa debía servir tanto para fomentar la producción agrícola al acabar con la inflación desatada que hacía perder valor a los pagos hechos a los campesinos como facilitar la organización de la industria, pues la contabilidad de esta podría usar una unidad monetaria estable. El fracaso de los planes de recuperación económica con financiación extranjera, evidente en el resultado de la Conferencia de Génova, obligó a Sokólnikov a centrarse en revivirla con los medios rusos. En noviembre de 1922, emitió la primera remesa de la nueva moneda basada parcialmente en el patrón oro, que esperaba que con el tiempo atrajese inversión extranjera mediante la emisión de bonos que la empleasen. La implantación definitiva de la nueva moneda se dio en 1924, tras un periodo de transición año y medio entre la antigua moneda sin aval áureo y la nueva de (entre noviembre de 1922 y junio de 1924). Para el comisario de Finanzas, la existencia de una divisa estable era necesaria para el mantenimiento de la alianza entre obreros urbanos y campesinos, para conservar las reservas de oro e impulsar el comercio exterior. La estabilización monetaria favoreció la circulación del dinero, contuvo la inflación y reforzó la posición del banco estatal.
Incapaz de detener la emisión descontrolada de dinero, que los distintos organismos estatales exigían para sufragar sus gastos, Sokólnikov se centró en tratar de reducir su importancia en el presupuesto del Estado. Al comenzar 1922 las emisiones de dinero costeaban el 95 % de los gastos del Estado, mientras que al finalizar el año la cifra se redujo al 30-35 %; para mayo de 1923 a solo el 16 %. En 1924 se detuvieron las emisiones de dinero. El estado soviético contaba por primera vez con una moneda estable y las emisiones de dinero ya no se hacían para suplir las carencias presupuestarias, sino para garantizar el crédito.
Sokólnikov atribuyó gran importancia al aumento y gestión de las reservas de oro, que empleó principalmente como aval de la divisa, medio de pago de las importaciones y fondo de reserva para momentos de crisis. Contrario a la comercialización de este metal, lo consideraba un instrumento de control monetario que debía estar en poder del Estado. Abogó por la restauración de la minería de oro en el país, casi desaparecida durante la guerra civil (la producción se había reducido de 1228 puds en 1918 a 84 en 1921) y por el crecimiento de las reservas de oro, necesarias para acrecentar la emisión de moneda, indispensable para financiar la expansión económica.

### Reactivación del crédito y otras medidas financieras
Entre las medidas que propugnaba Sokólnikov estaban no solo el fomento del comercio exterior y la formación de empresas mixtas, sino también la abolición del monopolio estatal de diversos productos, la recuperación del sistema comercial privado en la distribución, la reforma del presupuesto y de la política fiscal y la restauración de los bancos y del sistema de crédito. Indicó que el Estado carecía de los recursos necesarios para restaurar la economía por sí solo.
Sokólnikov consideraba que la banca estatal era la palanca fundamental para la dirección correcta de la economía. Si bien estaba en contra de la existencia de bancos privados y había destacado en su nacionalización en 1917-1918, sostenía que el sistema de créditos era indispensable para impulsar el desarrollo agrícola e industrial, pues el presupuesto estatal no podría lograrlo por sí solo. Para Sokólnikov, el sistema bancario debía fundarse en el control del banco central estatal, con el que debían colaborar otros bancos mixtos de menor entidad. El Gosbank, el banco central, se fundó en octubre de 1921 en Moscú y en enero de año siguiente contaba ya con veintiuna sucursales por todo el país; en octubre de 1924, estas habían crecido hasta las trescientas ochenta y nueve. En esos años surgieron también otros bancos: el industrial (Prombank), el Central Agrícola, el Cooperativo Panruso (Vsekobank), bancos municipales, cooperativas de crédito... bajo la supremacía del Gosbank que, como banco central, elevó las reservas de oro y estabilizó la masa monetaria. El Gosbank, que en abril de 1924 contaba con la gran mayoría de los activos bancarios del país (el resto de bancos contaba con el 27,8 % de los del Gosbank), también controlaba la emisión de moneda, la estabilidad de la moneda y la custodia de las reservas de oro.
En la industria, propugnó la implantación de una contabilidad estricta que reflejase el estado de las empresas.
Otro logro de Sokólnikov fue la recuperación del sistema impositivo, que ya había alcanzado en 1925. En los nueve primeros meses de 1921, el Estado apenas recaudaba un 5 % de los impuestos de los tiempos del periodo zarista. El largo plan de reforma de Sokólnikov incluyó la unificación de los impuestos rurales en uno solo y su transformación en un tributo en moneda en vez de en especie. El cambio, que nunca llegó a aplicarse completamente al menos en el aspecto de unificar la tributación de las zonas rurales —las más pobladas—, obligó al campesinado a pagar sus impuestos en dinero a partir de 1925. Como parte de la reforma impositiva, defendió la aplicación de un sistema de tributos igualitario que gravase a aquellos considerados privilegiados: campesinos y obreros más acomodados, intelectualidad urbana y los que se beneficiaban de la NPE. Abogó además por el pago de impuestos por parte de las empresas estatales, pues sostenía que los beneficios de estas los gestionaría mejor el Estado. Contrario a la tributación excesiva o ilegal, trató de ligar el aumento de la recaudación estatal a la mejora de la economía y los servicios públicos al crecimiento de los ingresos del Estado.
En lo relativo a los presupuestos, consiguió implantar un sistema descentralizado de presupuestos en los distintos niveles administrativos (repúblicas, regiones y municipios) que creía más eficiente que la gestión centralizada y que llegó a gestionar en torno al 30 % del presupuesto total del Estado. Logró asimismo reducir notablemente los déficits presupuestarios, en parte gracias a la mejora de la economía y en parte debido a la reducción de los gastos estatales: los empleados estatales pasaron de seis millones a principios de 1922 a tres millones a finales del año y se recortó considerablemente el gasto militar, entre otros. En 1925 se alcanzó el equilibrio en el presupuesto, aunque continuó la inestabilidad financiera que obligaba a revisiones periódicas de aquel a lo largo del año. En 1925-26, el presupuesto soviético había alcanzado el 90 % del que gestionaba el antiguo Gobierno zarista.
Sokólnikov enumeró los logros obtenidos durante estos años al frente de la Comisaría de Finanzas en un escrito para una enciclopedia soviética:

La organización de la Comisaría de Finanzas, que casi había sido eliminada en la época del comunismo de guerra; la redacción de un presupuesto equilibrado y no deficitario; la abolición del impuesto en especie y la organización de un sistema de impuestos y de rentas monetarios; la introducción de una divisa estable; la implantación de un sistema de instituciones bancarias, dirigido por el banco central del Estado; la organización de las operaciones de crédito estatales (los préstamos tanto a corto como a largo plazo); la separación de los presupuestos del Estado central y los de las administraciones locales y la introducción de la disciplina y de la responsabilidad financieras.

## Enfrentamiento con Stalin

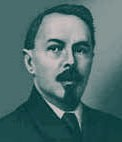
Grigori Sokólnikov, 1928.

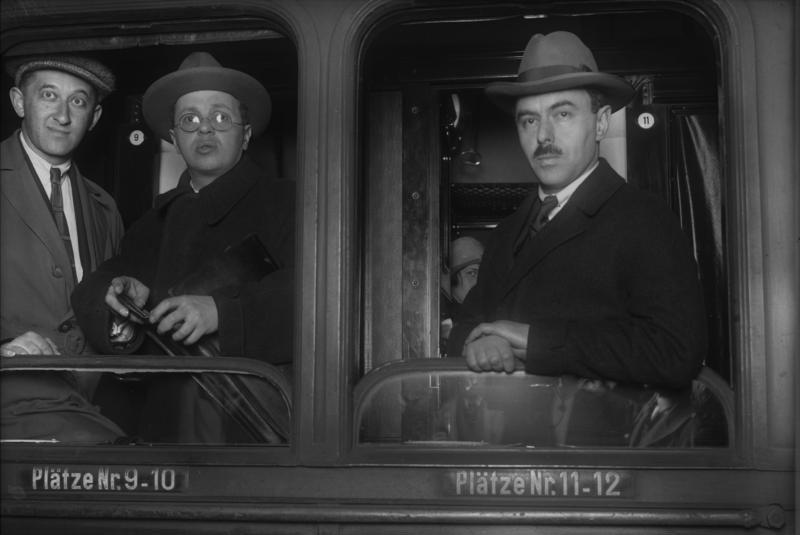
Sokólnikov en Ginebra en mayo de 1927.

Sokólnikov tenía una posición destacada en el Gobierno, del que era comisario, pero de menor importancia en el PCUS, pese a ser miembro del Comité Central y aspirante a miembro del politburó desde el XIII Congreso del PCUS de 1924. Ese mismo año ingresó también en la Comintern, en calidad de miembro de la delegación soviética. Pese a las desavenencias con Trotski, debidas a las diferencias en política económica, este y Sokólnikov compartían la inquietud por el dominio creciente de Stalin en el partido. El comisario de Finanzas ya había tenido algunos roces con este durante la guerra civil.
Pese a pertenecer a la derecha del partido, en el otoño de 1925, se unió a la oposición de izquierda —pese a los desacuerdos económicos con esta— y formó junto con Grigori Zinóviev, Lev Kámenev y Nadezhda Krúpskaya el «grupo de los cuatro», que reclamó la posibilidad de debatir sin cortapisas las diferencias en la dirección de la formación. La derrota de la oposición en el XIV Congreso del PCUS de diciembre de 1925 hizo que Sokólnikov perdiese su puesto en el Buró Político, si bien mantuvo su puesto en el Comité Central. En el congreso, en el que Sokólnikov había participado junto a la oposición al Gobierno, criticó a Bujarin por exceso de optimismo económico y a Stalin por no entender la situación económica. Un mes después fue sustituido como comisario de Finanzas —le reemplazó en el cargo el vicecomisario— y relegado a la vicepresidencia del Gosplán, donde sus choques con Stalin se multiplicaron por las concepciones diferentes sobre la planificación y las críticas de Sokólnikov al proyecto de Plan Quinquenal, que consideraba apenas un esbozo. Contrario en principio a la planificación económica, temía además el énfasis en la industrialización, que creía postergaría la agricultura y causaría problemas en el abastecimiento de bienes de consumo. En el XV Congreso del PCUS de diciembre de 1927 propuso en vano aprobar primero un verdadero plan a tres años, centrando los esfuerzos en elevar la productividad. Pese haber renunciado pasajeramente a su actitud opositora tras el XV Congreso, en que volvió a ser elegido miembro del Comité Central, formó parte de la Oposición de derecha con Bujarin y Rýkov y luego, en 1927-1928, de la Oposición Unificada.
En 1928 fue destituido del Gosplán y nombrado como jefe de la industria petrolera, donde se le encargó negociar difíciles contratos con compañías petroleras occidentales. Sirvió en este puesto hasta la primavera de 1929. Como en Brest-Litovsk, demostró sus dotes diplomáticas, a lo que Stalin respondió alejándolo y nombrándolo en 1929 embajador en Londres, el primero en desempeñar oficialmente el puesto en este país. Sirvió en él entre 1929 y 1934. Luego fue vicecomisario de Asuntos Exteriores. Perdió su puesto en el Comité Central del PCUS en 1930, pero en 1934 se lo volvió a elegir candidato al cargo. En 1935-36, fue vicecomisario de Industria Ligera.
Se lo detuvo en julio de 1936 y se lo juzgó junto a Karl Radek, Gueorgui Piatakov y Leonid Serebriakov en el Segundo Juicio de Moscú a principios de 1937. Se los acusó de crímenes falsos, como sabotaje, espionaje y traición, por encargo de Trotski y del Gobierno alemán. Paradójicamente, había sido el propio Piatakov el que había propuesto la expulsión de Sokólnikov del Comité Central a finales de julio de 1936. Los dieciséis acusados se confesaron culpables de los cargos. Sokólnikov recibió una condena de diez años Falleció en prisión en 1939, asesinado por otros presos, según la versión oficial del momento. Según la nota secreta del Jefe del KGB Iván Serov del 7 de julio de 1956, Sokólnikov fue asesinado por orden del NKVD (al igual que Karl Radek).
Fue rehabilitado en 1988..